# 中村啓
中村 啓（なかむら ひらく、1973年11月11日 -）は、日本の推理作家。東京都生まれ。東京理科大学理工学部応用生物学科中退。

## 人物
2008年『霊眼』で宝島社主催の第7回『このミステリーがすごい!』大賞の優秀賞及びWEB読者賞（読者投票1位）を受賞した。以前は漫画家を志し、『週刊ヤングジャンプ』他で奨励賞など7回の受賞歴がある。第6回『このミステリーがすごい!』大賞にも応募し、「彷徨える犬たち」で最終選考まで残ったが、この時は落選している。趣味は陶芸、旅行、ジャズヴォーカル。好きな動物はコアラ。

## 作品リスト

### 単著

#### SCIS 科学犯罪捜査班シリーズ
- SCIS 科学犯罪捜査班 天才科学者・最上友紀子の挑戦（2019年11月 光文社文庫）
- SCIS 科学犯罪捜査班II 天才科学者・最上友紀子の挑戦（2020年5月 光文社文庫）
- SCIS 科学犯罪捜査班III 天才科学者・最上友紀子の挑戦（2020年10月 光文社文庫）
- SCIS 科学犯罪捜査班IV 天才科学者・最上友紀子の挑戦（2021年5月 光文社文庫）
- SCIS 科学犯罪捜査班V 天才科学者・最上友紀子の挑戦（2021年12月 光文社文庫）
- SCIS 最先端科学犯罪捜査班【SS】I（2022年6月 光文社文庫）
- SCIS 最先端科学犯罪捜査班【SS】II（2024年6月 光文社文庫）

#### その他の小説
- 霊眼（2009年3月 宝島社）
  - 【改題】樹海に消えたルポライター〜霊眼〜（2010年5月 宝島社文庫【上・下】）
- 鬼の棲む楽園（2010年6月 宝島社）
  - 【改題】奄美離島連続殺人事件（2012年3月 宝島社文庫）
- 家族戦士（2011年2月 角川書店）
- 仁義なきギャル組長（2011年5月 宝島社文庫）
- 忍ビノエデン 新月国不死民乃役（2012年1月 スマッシュ文庫）
- 飯所署強行犯係 事件ファイル（2012年10月 宝島社）
  - 【改題】飯所署清掃係 宇宙人探偵トーマス（2013年10月 宝島社文庫）
- リバース（2013年7月 SDP）
- 美術鑑定士・安斎洋人 「鳥獣戯画」空白の絵巻（2016年12月 宝島社文庫）
- 黒蟻 警視庁捜査第一課・蟻塚博史（2017年7月 中公文庫）
- ゴッドマザー（2018年8月 光文社文庫）
- ZI-KILL- 真夜中の殴殺魔（2019年5月 中公文庫）
- 無限の正義（2024年1月 河出書房新社）
- 永遠に生きる方法（2024年2月 さくら舎）

### アンソロジー
「」内が中村啓の作品
- 10分間ミステリー（2012年2月 宝島社文庫）「永遠のかくれんぼ」
- もっとすごい！ 10分間ミステリー（2013年5月 宝島社文庫）「微笑む女」
- 5分で読める！ ひと駅ストーリー 夏の記憶 東口編（2013年7月 宝島社文庫）「時空のおっさん」
- 5分で読める！ ひと駅ストーリー 猫の物語（2014年9月 宝島社文庫）「ねこ端会議」
- 5分で読める！ ひと駅ストーリー 旅の話（2015年12月 宝島社文庫）「南風と美女とモテ期」
- 10分間ミステリー THE BEST（2016年9月 宝島社文庫）「微笑む女」
- 3分で読める！ 誰にも言えない○○の物語（2022年5月 宝島社文庫）「誰にも言えない永遠の愛の物語」
- 3分で殺す！ 不連続な25の殺人（2023年9月 宝島社文庫）「緩慢な殺人」
- 3分で不穏！ ゾクッとするイヤミスの物語（2024年1月 宝島社文庫）「微笑む女」「永遠のかくれんぼ」

## 映像化作品

### テレビドラマ
- パンドラの果実〜科学犯罪捜査ファイル〜 Season1 （2022年4月23日 - 6月25日、全10話、日本テレビ系「土曜ドラマ」枠、主演：ディーン・フジオカ、原作：SCIS 科学犯罪捜査班 天才科学者・最上友紀子の挑戦）[4]
  - パンドラの果実〜科学犯罪捜査ファイル〜 最新章SP（2024年6月16日、日本テレビ系）[5]

### 配信ドラマ
- パンドラの果実〜科学犯罪捜査ファイル〜 Season2 （2022年6月25日 - 7月30日、全6話、Hulu、主演：ディーン・フジオカ、原作：SCIS 科学犯罪捜査班 天才科学者・最上友紀子の挑戦）[6]
  - パンドラの果実〜科学犯罪捜査ファイル〜 Season3（2024年6月16日、全5話、Hulu）[5]